# Шустер, Роман
Роман Шустер (чеш. Roman Šuster, родился 8 января 1979 года в Праге) — чешский регбист, выступавший на позиции пропа.

## Игровая карьера
В регби пришёл в возрасте 17 лет, первый тренер — Эдуард Крютцер-старший. Начинал игровую карьеру в составе клуба «Прага». В дальнейшем выступал за французские клубы, в том числе за «Олимпик Шамбери» (Федераль 1), «Спортинг Назарьен» (Федераль 2 и Федераль 1), «Лимож» (Федераль 1 и Про Д2), «Вийёрбан» (Федераль 1), «Руан» (Федераль 1), «Ош Жер» (Про Д2), «Орийак Канталь Овернь» (Про Д2), «Стад Дижонне» (Федераль 1).
Игровую карьеру завершил в 2015 году в клубе «Стад Руанне» из Федераль 2, чтобы сконцентрироваться на получении высшего образования (Шустер изучал современную литературу).
Дебютировал в составе сборной Чехии 26 сентября 1998 года в матче против Украины, сыграл всего 41 матч и набрал 10 очков благодаря двум попыткам.
Был капитаном сборной Чехии. В 2010 году завоевал приз игрока года в Чехии, опередив Роберта Вовеса из французской «Нарбонны» и Павла Вокроухлика из пражской «Спарты».
В 2014—2016 годах был членом тренерского штаба сборной Чехии, во главе которого стоял Томаш Путра. В 2018—2019 годах снова занимал эту должность в тренерском штабе Даниэля Бенеша.
Занимал должность главного тренера клуба «Прага», был признан лучшим регбийным тренером Чехии 2018 года.
С 2023 года занимает должность спортивного директора Чешского регбийного союза, совмещая эту работу с должностями тренера юношеских сборных Чехии и члена исполнительного комитета Чешского регбийного союза (до этого на посту директора работал другой известный регбист, Антонин Брабец.